# Anne d'Autriche (1280-1327)
Pour les articles homonymes, voir Anne d'Autriche.
Anne de Habsbourg, née vers 1280 à Vienne (Autriche) et morte le 19 mars 1327 à Legnica en Silésie, est une princesse de la maison de Habsbourg, fille aînée d'Albert Ier, roi des Romains, et d'Élisabeth de Goritz-Tyrol. Elle fut margravine de Brandebourg et duchesse de Silésie-Wrocław par ses deux mariages avec le margrave Hermann Ier et le duc Henri VI le Bon.

## Biographie
Anne est née à Vienne en Autriche, où son père Albert a été désigné duc en 1282. Parmi ses frères et sœurs figuraient un roi de Bohème, Rodolphe ; un prétendant à la couronne impériale, Frédéric le Bel ; trois ducs d'Autriche, Léopold, Albert II, et Othon ; et une reine de Hongrie, Agnès. Ses grands-parents paternels sont le roi Rodolphe Ier de Habsbourg (1218-1291) et sa première épouse Gertrude de Hohenberg (1225-1281) ; ses grands-parents maternels sont Meinhard de Goritz († 1275), nommé duc de Carinthie en 1286, et Élisabeth de Bavière (1227-1273), veuve du roi Conrad IV de Hohenstaufen.
Après la mort de Rodolphe Ier, son fils Albert devait observer avec impuissance comment le comte Adolphe de Nassau est élu roi des Romains en 1292. Dans le cadre de ses efforts pour gagner le soutien d'alliés, il s'est efforcé de marier ses filles ; il est secondé efficacement par la cour du roi Venceslas II de Bohême.

### Premier mariage
Anne se marie en 1295 à Graz avec Hermann Ier (1273–1308), fils du margrave Othon V de Brandebourg issu de la maison d'Ascanie. Le couple a eu quatre enfants :
- Mathilde de Brandebourg (1296-1328), héritère de la Basse-Lusace, épouse le 5 janvier 1310 Henri IV le Fidèle, duc de Silésie-Głogów ;
- Agnès de Brandebourg (1297-1334), héritère de l'Altmark, épouse son parent le margrave Valdemar de Brandebourg (1281–1381), puis en 1319 le duc Othon de Brunswick-Göttingen (1290–1344) ;
- Jutta (Judith) de Brandebourg (1301-1353), héritière de Cobourg, épouse le comte Henri VIII d'Henneberg-Schleusingen ;
- Jean V de Brandebourg (1302-1317) qui succède en 1308 à son père.

### Second mariage
Devenue veuve, Anne vers 1311 se remarie avec Henri VI le Bon (1294-1335), duc de Silésie-Wrocław issu de la dynastie Piast, avec lequel elle aura trois filles :
- Élisabeth de Wrocław (1311-1328), épouse le duc Conrad Ier d'Oleśnica ;
- Euphemia de Wrocław (1312-1384), épouse Boleslas l'Aîné, duc de Opole-Niemodlin ;
- Marguerite de Wrocław (1313-1379), abbesse de Sainte Clara à Wrocław.

Anne décède à Legnica en 1327. En l'absence de descendant mâle, le duché de Wroclaw est incorporé au royaume de Bohême à la mort de son mari intervenu huit ans plus tard.

## Note
- (en) Cet article est partiellement ou en totalité issu de l’article de Wikipédia en anglais intitulé « Anne of Austria, Margravine of Brandenburg » (voir la liste des auteurs).